# Забуті бажання (фільм)
«Забуті бажання» (англ. Romulus, My Father) — австралійський біографічний фільм-драма 2007 року.

## Сюжет
Це історія Ромулуса, його дружини Крістіни та сина, якого вони намагаються зростити перед лицем масштабних проблем. Фільм знято на основі біографії Раймонда Гейти (англ. Raimond Gaita), австралійського філософа і письменника.